# Bolsas y Mercados Españoles
Pour les articles homonymes, voir BME.
Bolsas y Mercados Españoles (BME) est un groupe d'entreprises financières espagnoles cotées à l'Ibex 35 (BME).

## Histoire
La Bourse de Madrid a été fondée en 1831. Les bourses espagnoles ont connu une très forte période de spéculation au tout début des années 1880, qui a précédé de peu la crise de l'Union générale en France, et qui a été suivi par un krach encore plus marqué qu'en France.
En novembre 2019, SIX Group annonce lancer une offre d'acquisition sur Bolsas y Mercados Espanoles pour 2,84 milliards d'euros. L'acquisition est achevée en juin. Six Group détient dorénavant 93,16% de Bolsas y Mercados.

## Composition
Bolsas y Mercados Españoles regroupe différentes bourses d'Espagne, dont en particulier :
- La Bourse des valeurs de Madrid
- La Bourse des valeurs de Barcelone
- La Bourse des valeurs de Bilbao
- La Bourse des valeurs de Valence